# Gary Smith (Philosoph)

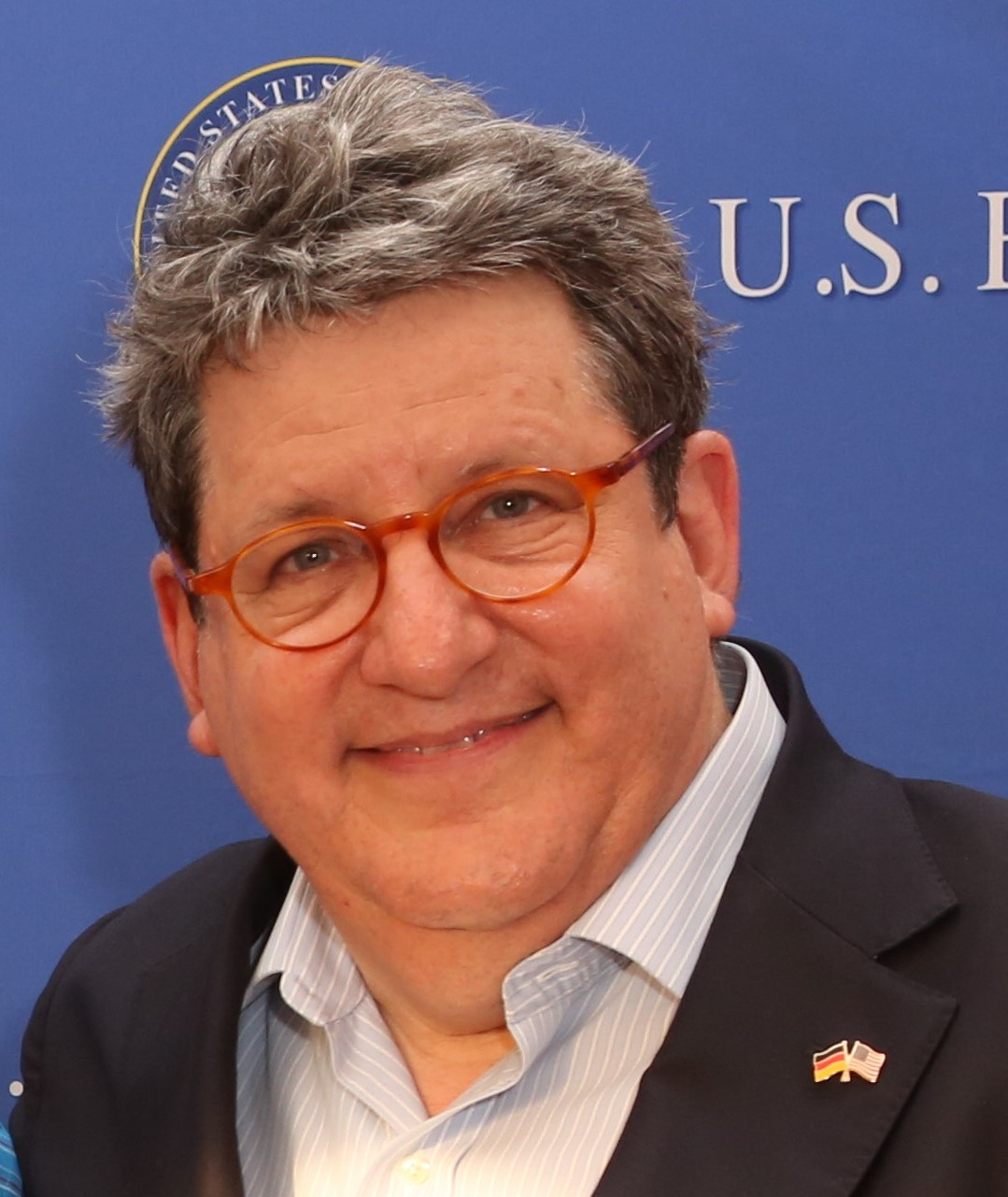
Gary Smith (2014)

Gary Smith (* 26. Juli 1954 in New Orleans) ist ein amerikanischer Philosoph und Kulturmanager.
Gary Smith wuchs in Austin (Texas) auf. Nach seinem Schulabschluss 1972 studierte er Philosophie und Germanistik in Houston und Boston sowie als DAAD-Stipendiat 1974 in Frankfurt am Main. Mit einer Dissertation über Walter Benjamin wurde er 1989 bei Bob Cohen und Marx Wartofsky  promoviert. Zwischen 1986 und 1992 hatte Smith Lehraufträge in Boston, Chicago und Potsdam sowie an der FU Berlin, wo er Judaistik und Philosophie lehrte. 
Von 1992 bis 1998 leitete er das Einstein Forum in Potsdam, zunächst als Gründungsbeauftragter, ab 1992 als Direktor. Dort etablierte er unter anderem die "Caputher Gespräche", die aus Albert Einsteins Sommerhaus in Caputh gesendet wurden, und die Reihe "Erbschaften der Zeit". Von 1997 bis 2014 war er Geschäftsführender Direktor der American Academy in Berlin. Er veröffentlichte unter anderem Benjaminiana. Eine biographische Recherche, mit Hans-Georg Puttnies; Gerschom Scholem. Zwischen den Disziplinen; Amnestie, oder die Politik der Erinnerung in der Demokratie, mit Avishai Margalit; Wissenbilder. Strategien der Überlieferung, mit Ulrich Raulff; Hannah Arendt Revisited: Eichmann in Jerusalem. Ende 2016 wurde Smith in die Beratende Kommission im Zusammenhang mit der Rückgabe NS-verfolgungsbedingt entzogenen Kulturguts, insbesondere aus jüdischem Besitz („Limbach-Kommission“) berufen.
Für sein Engagement beim „Aufbau von Netzwerken im Wissenschafts- und Kulturaustausch auf nationaler und internationaler Ebene“ erhielt er 2002 das Bundesverdienstkreuz am Bande. „Für die kulturelle und wissenschaftliche Ausgestaltung der deutsch-amerikanischen Freundschaft und für die Bereicherung der Stadt mit intellektuell anspruchsvollen hervorragenden Veranstaltungen“ erhielt Smith 2011 den Berliner Landesorden.
Smith ist in zweiter Ehe verheiratet mit der Tochter des früheren Regierenden Bürgermeisters Klaus Schütz; er hat einen Sohn aus erster Ehe und aus der zweiten einen Sohn sowie ein Zwillingspaar Mädchen.